# Lemurosicyos variegata
Lemurosicyos variegata là một loài thực vật có hoa trong họ Cucurbitaceae. Loài này được (Cogn.) Keraudren mô tả khoa học đầu tiên năm 1963.